# Geranium editum
Geranium editum är en näveväxtart som beskrevs av Jan Frederik Veldkamp. Geranium editum ingår i släktet nävor, och familjen näveväxter. Inga underarter finns listade i Catalogue of Life.